# چرم‌کهنه
چرم‌کهنه روستایی در دهستان چرم بخش مرکزی شهرستان کلات استان خراسان رضوی ایران است.

## جمعیت
بر پایه سرشماری عمومی نفوس و مسکن در سال ۱۳۹۵ جمعیت این روستا ۶۷۴ نفر (در ۲۳۱ خانوار) بوده است.